# Sarra Copia Sullam

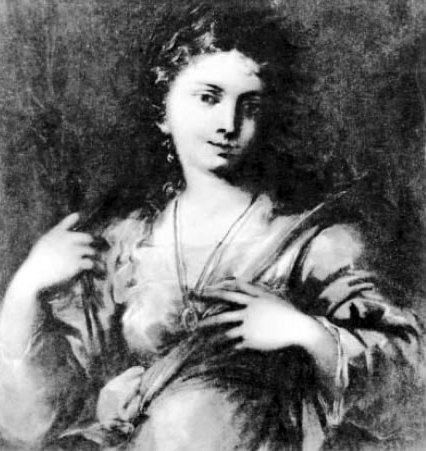
Wahrscheinliche Darstellung der Dichterin, wohl eine Kopie des Valerio Castello, der sie nach der Vorlage seines Vaters Bernardo Castello anfertigte (insgesamt existieren vier Darstellungen). Dieser wiederum hatte die Kopie eines von Alessandro Berardelli angefertigten Porträts erstellt, das Sarra Copia ihrem Briefpartner, dem Dichter Ansaldo Cebà hatte zukommen lassen.

Sarra Copia Sulam (* um 1588/1592 in Venedig; † 15. Februar 1641 ebenda) war eine jüdisch-venezianische Dichterin.
Sarra Copia Sullam stand im Briefwechsel mit dem Genueser Literaten und Dichter Ansaldo Cebà, der versuchte, sie zum Christentum zu bekehren. Leone da Modena war einer ihrer Förderer, der vermutlich auch die Inschrift auf ihrem Grabstein verfasste. Sie setzte sich gegen eine Intrige zur Wehr, indem sie eine Gegenschrift verfasste und vor Gericht zog. Über ihr Leben nach 1626 ist nichts bekannt.

## Leben

### Name
Namen und Vornamen variieren in den Quellen, wie es in dieser Zeit häufig der Fall war. So erscheint ihr Familienname als Copio, Coppio, Copia, Coppia (eine Form, die sie selbst ablehnte), ihr Vorname als Sara oder, wie sie selbst schreibt, als Sarra; in der älteren deutschsprachigen Literatur erscheint sie häufig als Sarah oder Sara, letztere Form dominiert auch in der italienischen, französischen und englischen Literatur.

### Herkunft und Familie, Salon
Sarra Copia wurde als einziges Kind des Simone Coppio († 1606) und seiner Frau Rebecca oder Ricca  geboren. Die wahrscheinlich aus Mantua stammende, im Handel wohlhabend gewordene Familie, unterhielt jedenfalls Beziehung dorthin. 1623 heiratete Saras einzige Schwester Stella oder Diana einen Masserano. Sie lebte jedoch im Ghetto von Venedig.
Zwischen 1606 und 1612, nach anderen Angaben um 1613, heiratete sie Giacobbe Sullam, einen prominenten jüdischen Geschäftsmann, dessen Familie möglicherweise ebenfalls von Mantua nach Venedig gegangen war. Ihr erstes Kind, eine Tochter namens Rebecca, starb 1615 im Alter von nur zehn Monaten; 1618 hatte sie eine Fehlgeburt. 
Sarra und ihr Ehemann liebten die Künste, führten ein offenes Haus, organisierten dort Konzerte und luden Dichter, Künstler, Gelehrte und Intellektuelle und sowohl Rabbiner als auch christliche Kleriker in ihr Haus ein. Sarra Copia nannte sich ab diesem Zeitpunkt nur noch „Sarra Copia Sullam“.
Leone da Modena, der Sarras Schwester nach Mantua begleitet hatte, trug erheblich zu Sarras Bildung bei. Die schöne Frau galt bald als überaus gebildet, sie komponierte, verfasste Gedichte, kannte das Alte Testament bestens, war in Geschichte und Philosophie, Astrologie und klassischer Literatur bewandert, und sie war zumindest in der Lage Latein, Hebräisch und Spanisch zu lesen.
Zu regelmäßigen Gästen des Hauses gehörten Numidio Paluzzi (1567–1625), ein aus Rom kommender Dichter und Literat, der sie möglicherweise in Latein unterrichtete, Alessandro Berardelli, ein Maler aus Rom und enger Freund Paluzzis, Baldassare Bonifacio (1586–1659), Dichter, Priester, Rechtsgelehrter und Briefpartner Paluzzis, Giovanni Francesco Corniani (1581–1646), Schriftsteller und Amtsträger der Esecutori contro la bestemmia, einer Behörde zur Verfolgung von Blasphemie, der auch das Amt eines Avogador di commun (entspricht dem Staatsanwalt) bekleidet hatte, sowie der jüdische Rabbi, Gelehrte und Freund der Familie, Leone da Modena. Einige von ihnen gehörten zur damals bedeutendsten literarischen Vereinigung Venedigs, der Accademia degli Innocenti. Sie unterhielt bald, unter dem Schutz zunächst des Vaters, dann ihres Ehemannes, einen Salon, der sowohl für Juden als auch für Christen zugänglich war. Zu den Gästen zählten neben den bereits genannten Giovanni Basadonna und Gianfrancesco Corniani.
Sarra Copia hatte einen gewissen literarischen Ehrgeiz, und auch entsprechende Fähigkeiten, doch wüssten wir nur sehr wenig über sie, wäre sie nicht durch die Polemiken anderer bekannt geworden. In dem von ihr geförderten Klima gelehrter Konversation spielte sie eine ungewöhnliche Rolle, die sie allerdings auch in der Zeit der Gegenreformation und besonders als Jüdin in Gefahr brachte. 

### Ansaldo Cebà:La Reina Estervon 1615, Korrespondenz (1618–1622)
1618 las sie das Buch La Reina Ester, ein 1615 in Genua erschienenes und ein Jahr später in Mailand nachgedrucktes episches Gedicht des Genueser Dichters Ansaldo Cebà, dem sie in einem Brief ihre Bewunderung und Begeisterung für das Werk ausdrückte. In der Folge entfaltete sich über vier Jahre zwischen den beiden ein emotional aufgeladener Schriftwechsel. Sie tauschten Bilder, Gedichte und Geschenke aus. Cebà verfolgte dabei – erfolglos – das Ziel, seine Briefpartnerin zum Christentum zu bekehren. Nachdem dieses Unternehmen gescheitert war, stellte er den Briefwechsel abrupt ein, vielleicht aus Vorsicht. Von der intensiven Debatte der beiden über die christliche und jüdische Religion sind nur die Briefe Cebàs erhalten, die in der Bibliothek des Museo Correr in Venedig aufbewahrt werden.

### Baldassare Bonifacio: Über die Unsterblichkeit der Seele (1621), Häresie- und Plagiatsverdächtigung
1621 kam in Venedig ein Traktat des Klerikers Baldassare Bonifacio mit dem Titel Immortalità dell’anima heraus, in dem er Sarra Copia, deren Gast er häufig gewesen war, beschuldigte, nicht an das Dogma der Unsterblichkeit der Seele zu glauben. Damit lief Copia Gefahr, die Aufmerksamkeit der Inquisition auf sich zu ziehen.

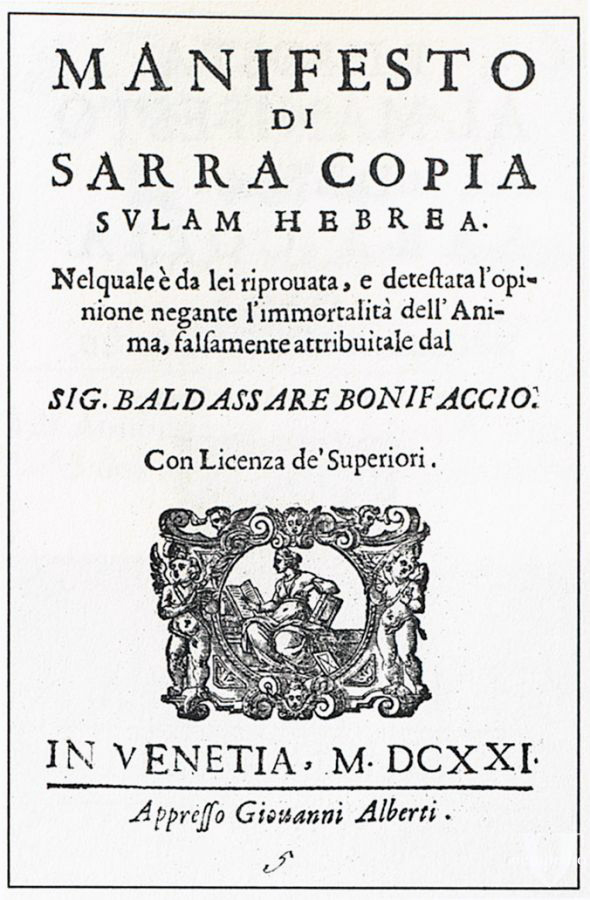
Titelblatt des Manifesto di Sarra Copia Sulam hebrea. Nelquale è da lei riprovata, e detestata l’opinione negante l’immortalità dell’Anima, falsamente attribuitale dal Sig. Baldassare Bonifaccio, Giovanni Alberti, Venedig 1621

Sarra Copia Sulam reagierte sofort auf die Beschuldigungen mit einem Manifest, das sie ihrem verstorbenen Vater widmete. Mit dieser Schrift, die in drei unterschiedlichen Editionen herauskam, verteidigte sie ihre Ansichten, griff Bonifacio wegen seiner Methoden und Argumentationen heftig an und bezog sich ihrerseits auf Quellen aus dem Alten und Neuen Testament, auf Aristoteles, Flavius Josephus und Dante. In einem Brief unterstellte ihr Bonifacio, sie habe den Text nicht selbst geschrieben, sondern ein – ungenannter – Rabbi; er meinte wahrscheinlich den hochgebildeten und eloquenten Leone da Modena. Damit beschuldigte Bonifacio sie nicht nur der Häresie, sondern auch der Täuschung und des Plagiats.
Sarra schickte ein Exemplar an Cebà, der aber nichts zu ihrer Verteidigung unternahm, sondern wiederum versuchte, sie zum Christentum zu bekehren; als er erfolglos blieb, brach er jeden Kontakt zu ihr ab. Bonifacio seinerseits reagierte mit einer Antwort neuen Beschuldigungen auf ihr Manifest. Sarra Copia sah sich also unvermittelt als Protagonistin und als Opfer in einem theologisch-philosophischen Streit, in dem es nicht mehr um einen einzelnen Glaubenssatz ging, sondern um eine Grundsatzdebatte über jüdische und christliche Glaubensgewissheiten. 1623 erschien Cebàs Anteil am Briefwechsel in einem Mailänder Verlag, Sarra Copias Briefe blieben ungedruckt und sind verloren.

### Intrige Paluzzis und Berardellis
Sarra Copia Sullam wurde in der Folge Opfer eines Komplotts, das lebhaft in einem Avviso di Parnaso beschrieben wird. Dieses wurde nie ediert und liegt im Codice Cicogna 206 (= 270) der Bibliothek des Museo Correr.
Sarra Copia hatte Paluzzi, einen Freund der Berardelli und römischen Gelehrten, als ihren Hauslehrer eingestellt. Dieser hatte womöglich der jungen Frau bei der Abfassung ihrer Briefe an Cebà und ihrer Sonette geholfen. Obwohl er großzügig belohnt wurde, bestahl und betrog Paluzzi seine Schülerin als Komplize Berardellis, indem er sie an Geister in ihrem Haus glauben ließ, die sie bestahlen. Paluzzi schickte ihr zudem einen gefälschten galanten Brief von einem Franzosen, den sie angeblich liebte. Ein Geist sei in der Lage gewesen, schnelle Verbindung nach Paris herzustellen, wo der Franzose inzwischen wieder lebte. Das Komplott wurde bald so bekannt, dass auch Sarra Copia davon erfuhr.
Sie erstattete Anzeige bei den Herren der Nacht, genauer, den Signori di notte al Criminale. Diese ermittelten und inhaftierten Berardelli, während sie Paluzzi am 9. Juli 1624 freiließen. Die beiden veröffentlichten daraufhin eine Satire, die Sarreide, die allerdings nicht mehr auffindbar ist. Nach Paluzzis Tod am 29. Juli 1625 ließ Berardelli sechs Blätter der Rime del Signor Numidio Paluzzi all'illustrissimo et eccellentissimo Signor Giovanni Soranzo drucken, die 1626 erschienen. Darin nahm er Copia Sullams Sonette an Cebà auf, wobei er in der Widmung behauptete, dass Paluzzi der Autor ihrer Schriften sei. Noch schlimmer, sie habe ihm auf dem Sterbebett alle seine literarischen Werke gestohlen, um sie unter ihrem eigenen Namen zu veröffentlichen.

## Tod, Grabinschrift
Sarra Copia starb nach dem Necrologio Ebrei der Provveditori alla Sanità an Fiebern, am 15. Februar 1640 (more veneto), also 1641, im Alter von etwa 40 Jahren, wie es dort heißt. Über die Zeit nach dem Prozess von 1626 ist nichts über ihr Leben bekannt.
Ihr Grab befindet sich auf dem jüdischen Friedhof auf dem Lido von Venedig. Die in hebräischer Schrift gemeißelte Inschrift wird traditionell Leone da Modena zugeschrieben. Sie wurde im 19. Jahrhundert von Moisè Soave (1820–1882) ins Italienische übersetzt.
Questa è la lapide della distinta

Signora Sara Moglie del vivente

Jacobbe Sullam

L’angelo sterminatore saettò il dardo

ferendo mortalemento la Sara

Saggia fra le mogli, appoggio ai derelitti

Il tapino trovava in lei una compagna, un'amica

Se al presente è data irreparabildmente preda agli insetti

nel dì predistinato dirà il buon Dio:

Torna, torna o Sulamita.

Cessava di vivere il giorno sesto (venerdi)

5 adàr 5401 [1641] dell’era ebraica

L’anima sua possa godere l’eterna beatitudine
übersetzt
Dies ist der Grabstein der ausgezeichneten

Signora Sara Ehefrau des lebenden

Jacobbe Sullam

Der Würgeengel schoss den Pfeil

Sara tödlich treffend

Weise unter den Frauen, Stütze den Verlassenen

Der Bedürftige fand in ihr eine Gefährtin, eine Freundin

Wenn sie jetzt auch unwiederbringlich Beute der Würmer [Insekten] ist

Nach der Vorherbestimmung wird der gute Gott sagen:

Komm zurück, komm zurück, o Sulamith.

Sie hörte auf zu leben, am sechsten Tag (Freitag)

am 5. Adar 5401 hebräischer Zeit

Ihre Seele möge die ewige Glückseligkeit genießen

## Werkausgaben und Quellen
- Don Harrán (Hrsg.): Jewish Poet and Intellectual in Seventeenth-Century Venice. The Works of Sarra Copia Sulam in Verse and Prose. Along with Writings of Her Contemporaries in Her Praise, Condemnation, or Defense, The University of Chicago Press, Chicago 2009. ISBN 0-226-77989-0
- Baldassare Bonifacio: Dell’immortalità dell’anima, Pinelli, Venedig 1621.
- Leonello Modona (Hrsg.): Sarra Copia Sullam. Sonetti editi e inediti raccolti e pubblicati insieme ad alquanti cenni biografici, Società Tipografica, Bologna 1887.
- Marcantonio Doria (Hrsg.): Lettere d’Ansaldo Cebà scritte a Sara Copia, Giuseppe Palvoni, Genua 1623.